# سام ماكبرايد (لاعب كرة قدم)
سام ماكبرايد (بالإنجليزية: Sam McBride)‏ هو لاعب كرة قدم أمريكي في مركز الدفاع، ولد في 21 سبتمبر 1994 في غرينزبورو في الولايات المتحدة. لعب مع نادي سان أنطونيو.